# Carabao Energy Drink
 (mars 2024).
Le contenu est difficilement compréhensible vu les erreurs de traduction, qui sont peut-être dues à l'utilisation d'un logiciel de traduction automatique.
Boisson Dang Energy Drink (en thaï : คาราบาวแดง ;  RTGS : kharabao daeng ; « Red Water Buffalo ») est une boisson énergisante thaïlandaise lancée en 2002 par Carabao Tawandang Co Ltd. Elle est aujourd'hui la deuxième boisson énergisante la plus populaire de Thaïlande. Elle est la principale marque de Carabao Tawandang en Thaïlande, avec une part de marché estimée à 21 % en 2014.
Le nom « Carabao Dang » provient de l'association du groupe Carabao avec le groupe Carabao, associé avec la brasserie-restaurant allemande Tawandang. Elle est commercialisée avec le slogan « Carabao Dang : l'esprit combatif ».
Le lancement de la boisson est accompagné d'une campagne publicitaire télévisée de grande envergure mettant en vedette le fondateur de l'entreprise (Sathien Setthasit), la rockstar Yuenyong Opakul, également connue sous le nom d'Aed Carabao. Cette campagne est examinée par l'Office de la protection du consommateur pour être jugée trop violente, mais remporte finalement une médaille d'or et une médaille d'argent aux Asian Brand Marketing Effectiveness Awards de Media & Marketing Magazine en 2003.
En 2004, la boisson est introduite en Europe et aux États-Unis. Les exportations vers la Chine et l'Inde commencent en 2007. Carabao est introduit en Australie début 2018.

## Marché et part de marché
Le marché des boissons énergisantes en Thaïlande est estimé à 35 milliards de bahts en 2018. Les recherches du Carabao indiquent que plus de huit millions de Thaïlandais consomment des boissons énergisantes. 19 % d'entre eux vivent à Bangkok, 32 % dans d'autres zones urbaines et 49 % dans des provinces rurales. Le groupe Carabao s'attend à ce que le chiffre d'affaires 2018 atteigne 15 milliards de bahts, contre 13 milliards de bahts en 2017.

## Production
Carabao a achevé les travaux d'un nouveau site de production dans le district de Bang Pakong, Province de Chachoengsao, à la mi-2018. La production de bouteilles passera à 1,6 milliard de bouteilles par an contre 1 milliard, et la production de canettes passera de 800 millions par an à 1,5 milliard. Les projets futurs incluent une quatrième usine sur le site.

## Parrainage
Carabao a signé un accord de sponsoring avec le Chelsea FC en tant que partenaire officiel des vêtements d'entraînement en 2015. Le logo de Carabao figurera sur les kits d'entraînement de Chelsea à partir de la saison 2016-2017.
Carabao a signé un accord de sponsoring avec le Reading FC en tant que sponsor principal du maillot du club en 2016.
Carabao est devenu le sponsor titre de la Coupe EFL, la compétition étant rebaptisée Carabao Cup, à partir de la saison 2017-2018.
En 2023, Carabao devient sponsor du club de football de V.League 1 Hoàng Anh Gia Lai.
Pour la saison 2022-2023, Carabao est devenu partenaire officiel du Heart of Midlothian Football Club. Une partie de ce partenariat consiste à soutenir une œuvre caritative en contribuant 1 £ pour chaque caisse achetée au Big Hearts Community Trust.